# Qabāghlū
Qabāghlū (persiska: قَباغلو, قباغلو) är en ort i Iran.   Den ligger i provinsen Kurdistan, i den nordvästra delen av landet, 500 km väster om huvudstaden Teheran. Qabāghlū ligger 1 605 meter över havet och antalet invånare är 721.
Terrängen runt Qabāghlū är kuperad.Runt Qabāghlū är det ganska glesbefolkat, med 50 invånare per kvadratkilometer. Närmaste större samhälle är Saqqez, 12,7 km nordost om Qabāghlū. Trakten runt Qabāghlū består i huvudsak av gräsmarker.